# Brasserie Excelsior
Pour les articles homonymes, voir Excelsior.
La brasserie Excelsior, familièrement désignée par l'apocope « L'Excel », ou « Le Flo » lorsque le groupe Flo en était propriétaire, est une brasserie française à l'architecture de style Art nouveau située à Nancy (Meurthe-et-Moselle), à l'angle formé par les rues Henri-Poincaré et Mazagran, à proximité de la place Simone-Veil.

## Histoire
C'est au cours du conseil de surveillance du 12 février 1910 de la Société Moreau et Cie, brasserie située à Vézelise, que Louis Moreau décide d'ouvrir à Nancy une brasserie dans la tradition des grands cafés de la Belle Époque, véritable vitrine de luxe de ses produits — et lieu de débit exclusif —, ainsi que l'ont déjà fait les brasseurs de Champigneulles, de Charmes et de Saint-Nicolas-de-Port. Cette brasserie s'appellera l'Excelsior et elle coûtera 184 000 francs-or, amortis en 1919. La brasserie Excelsior, et son hôtel de cinquante chambres aujourd'hui transformées en appartements, s'ouvrent à Nancy en février 1911.
Après avoir échappé aux bombardements de la Seconde Guerre mondiale, la brasserie a failli disparaître pendant les années 1970 lors des restructurations prévues dans le quartier de la gare, notamment pour la construction de la tour Thiers, juste en face. Les propriétaires de l'Excelsior avaient négocié la destruction avec les promoteurs, moyennant l'édification d'une guinguette sur la place Thiers (actuelle place Simone-Veil). Il aura fallu que le célèbre commissaire-priseur, Maurice Rheims, spécialiste de l'Art nouveau, se propose de donner à Nancy une conférence de dissuasion pour que la municipalité renonce au programme qui aurait impliqué la destruction de l'immeuble.
Les façades, toitures et la salle de brasserie avec son décor du rez-de-chaussée sont finalement classées aux monuments historiques par un décret du 22 juin 1976,,.
Le logo actuel de la brasserie utilise Arnold Böcklin, l'une des polices d'écritures plus connues de l'Art nouveau.

## Architecture

### Grande salle Art nouveau
Le bâtiment, œuvre des architectes Lucien Weissenburger et Alexandre Mienville, se situe au cœur du quartier de la gare. Très sobre, en rupture avec l'architecture nancéienne, l'extérieur de l’immeuble offre un contraste saisissant avec la salle de la brasserie, authentique chef-d'œuvre de l'École de Nancy. Si la façade, par sa rigidité et sa verticalité renvoie à l'école viennoise, les lignes courbes du volume intérieur, mêlées aux thèmes végétaux et exotiques, sont celles que l'Art nouveau nancéien affectionne.
Bien que tardif, cet ensemble décoratif unique est le fruit de la collaboration exemplaire de Louis Majorelle, Jacques Grüber et Antonin Daum, qui demeurent les hérauts de l'École de Nancy après la mort d'Émile Gallé. Les vitraux de Grüber ornent les larges baies de fougères, de pins et de feuilles ginkgo biloba. Au sol, une mosaïque de Pèlerin dessine de larges palmes stylisées.
Le mobilier en acajou massif de Cuba, conçu par Majorelle, associe ses couleurs chaudes à l'essence exotique des lambris en tamarinier. Trois cents becs lumineux de Daum, des lustres et des appliques en cuivre ciselé éclairent les voussures du plafond où serpentent de grandes fougères. Restauré par le groupe Flo, l'Excelsior, dernier témoin des nombreux hôtels, restaurants et brasseries nés au début du XXe siècle, a retrouvé sa splendeur d'antan.
En 2022, une grande fresque Art nouveau a été découverte dans la grande salle, caché derrière un miroir. Cela a longtemps été considéré comme choquant, car tous les personnages étaient nus. L'image a été restaurée.

### Aménagements Art déco
Une extension est réalisée pendant l'entre-deux guerres : une entrée latérale par la rue Henri Poincaré amène à un vaste palier dont les initiales « MV » au sol rappellent la Société Moreau à Vézelise.
Ce palier dessert la grande salle Art nouveau à gauche, deux grands salons Art déco à droite et, en face, le grand escalier menant au sous-sol, dont la rampe est due à Jean Prouvé.
Au sous-sol se trouvent les toilettes, les anciennes cabines téléphoniques et une vaste salle légèrement voûtée, le caveau, dont les murs sont ornés d'imposantes plaques de marbres gris et de patères chiffrées « MV » (Moreau-Vézelise).

## Propriétaires
- 1910–1972 : famille Moreau, de Lorraine, propriétaire des brasseries de Vézelise et Saint-Nicolas-de-Port.
- 1972–1986 : Stella Artois, société brassicole belge[6].
- 1987–2016 : groupe Flo, groupe de restauration.
- depuis 2016 : un restaurateur-investisseur nancéien[7].

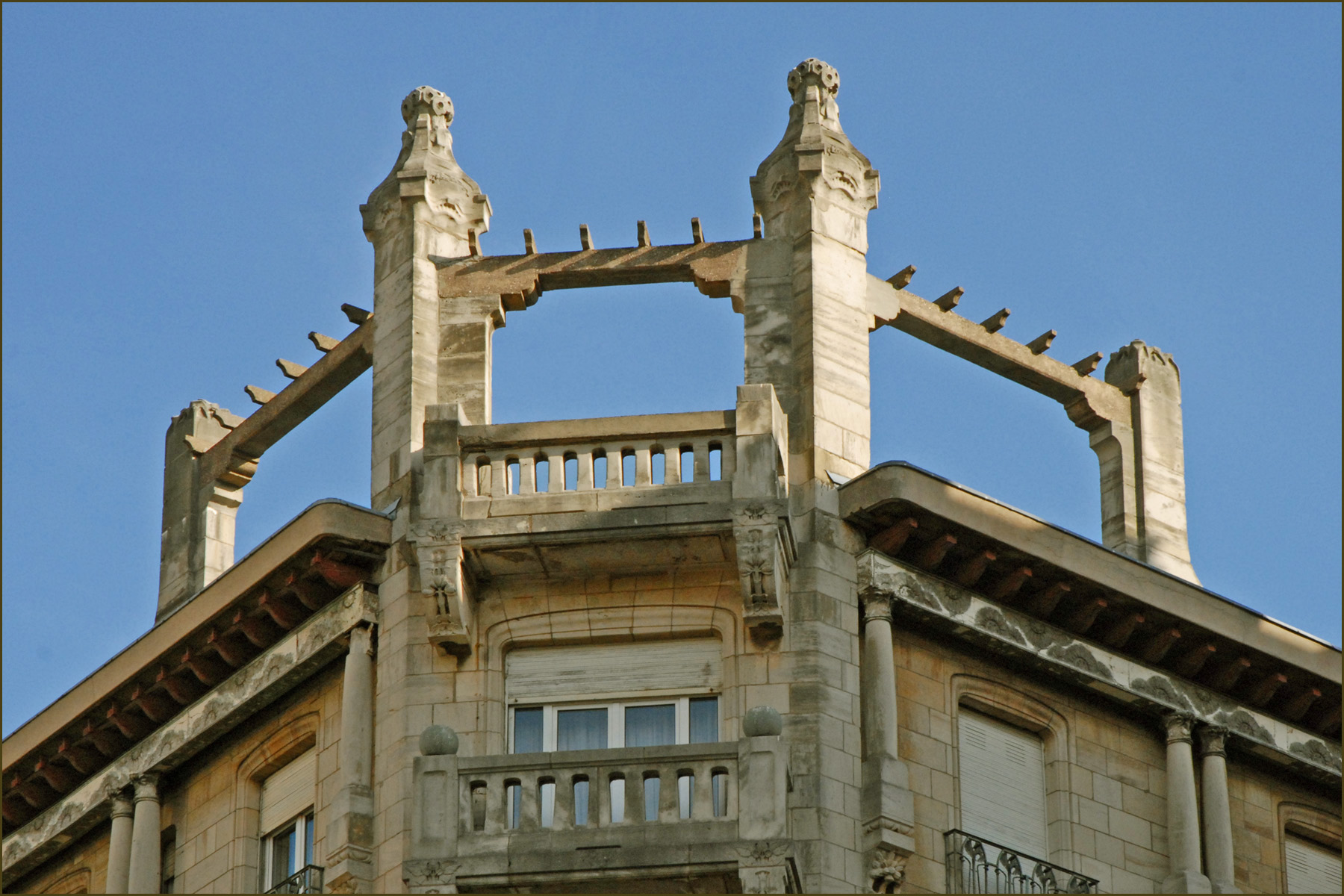
Détail du couronnement de la façade.
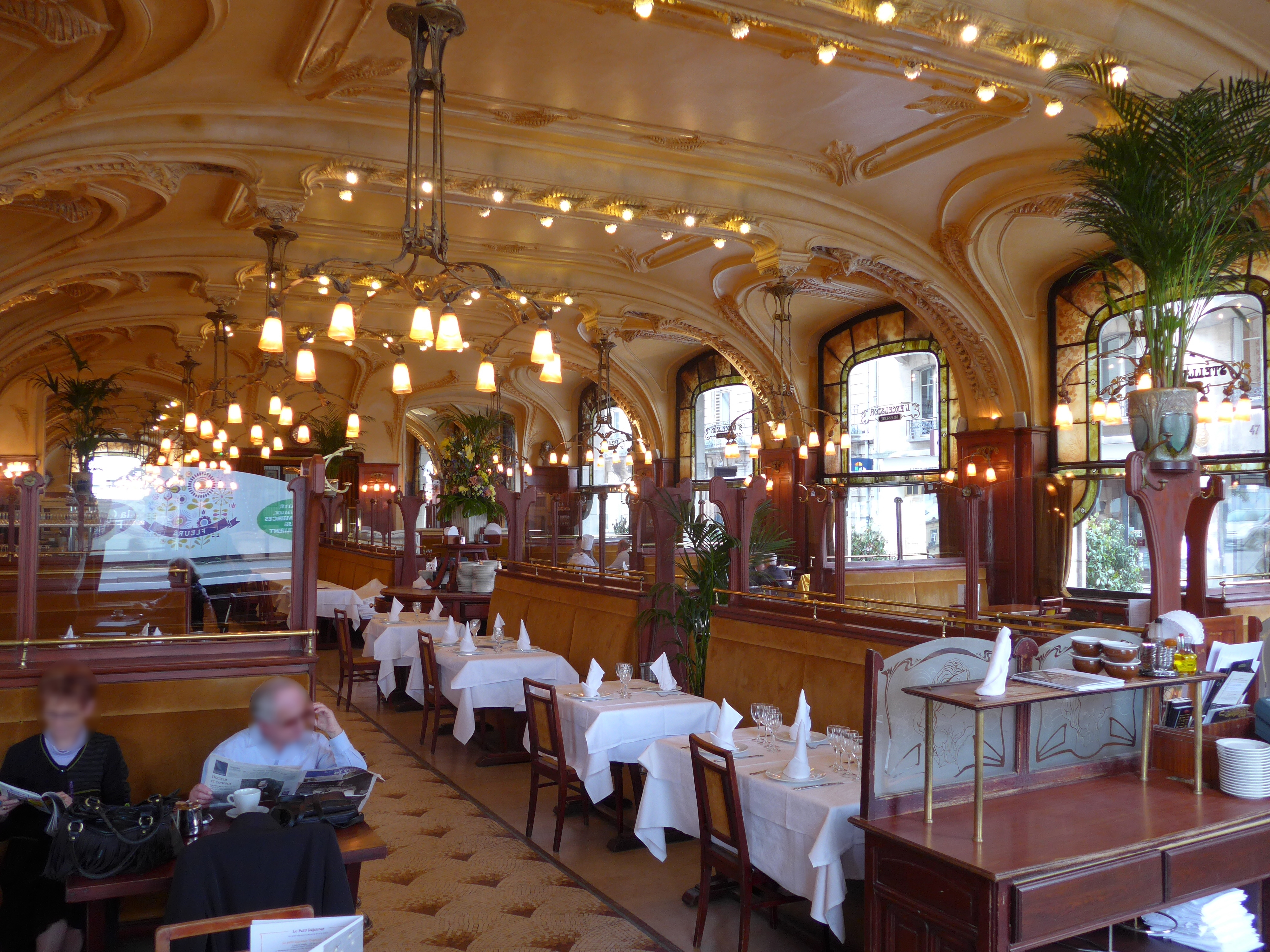
Vue de la grande salle.
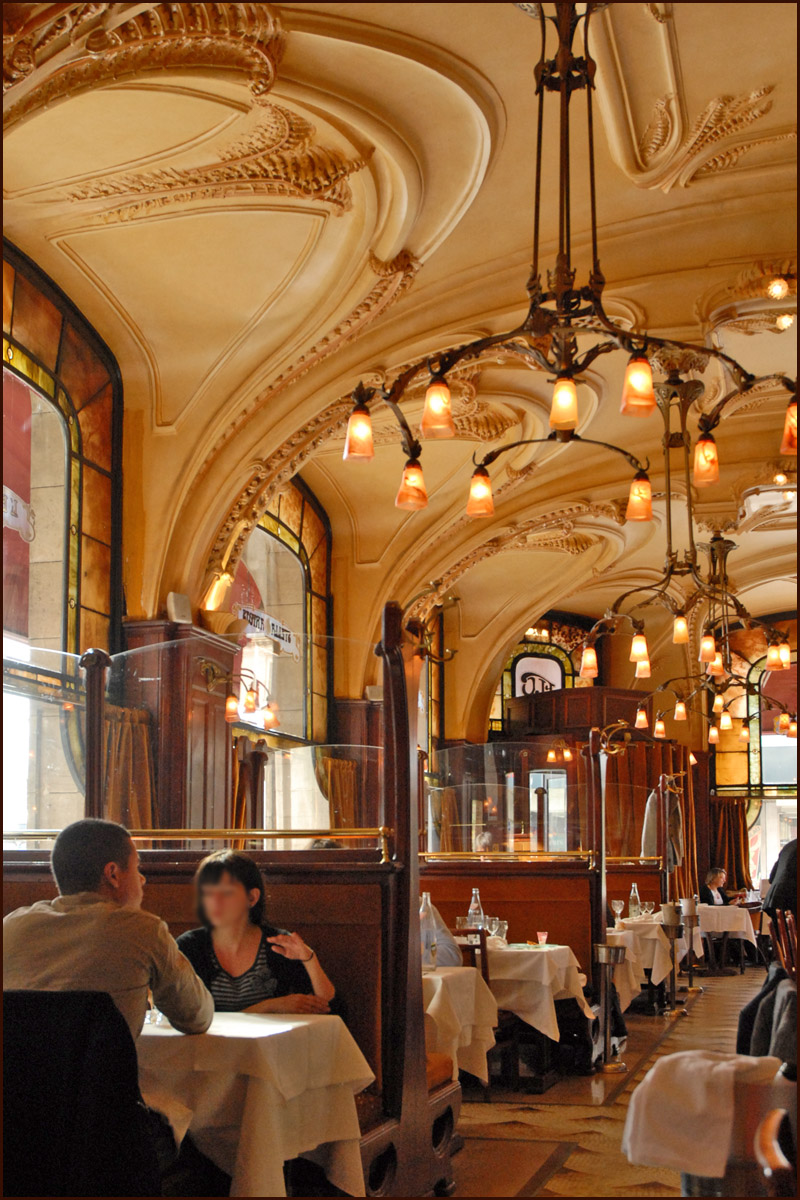
Vue de la grande salle.
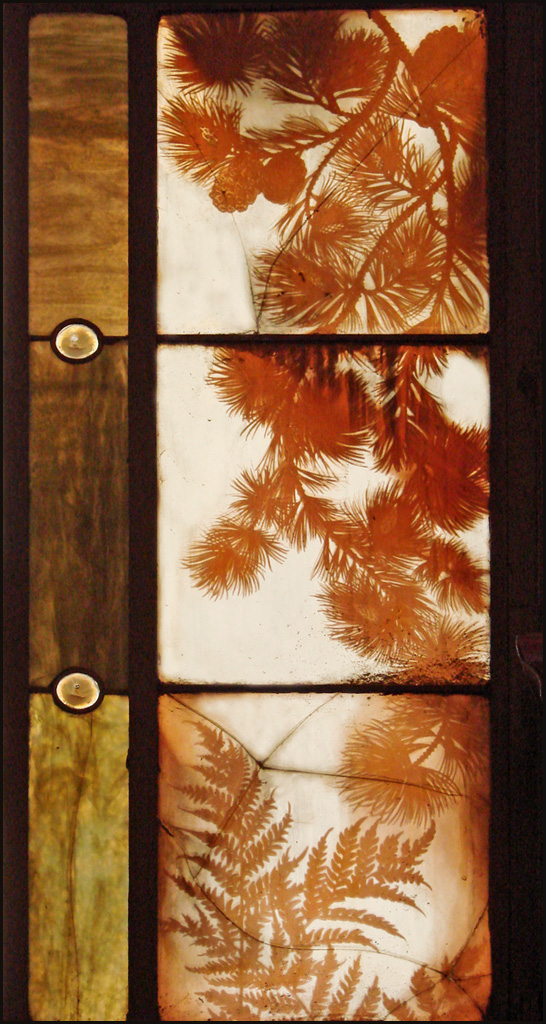
Vitrail de Jacques Grüber.
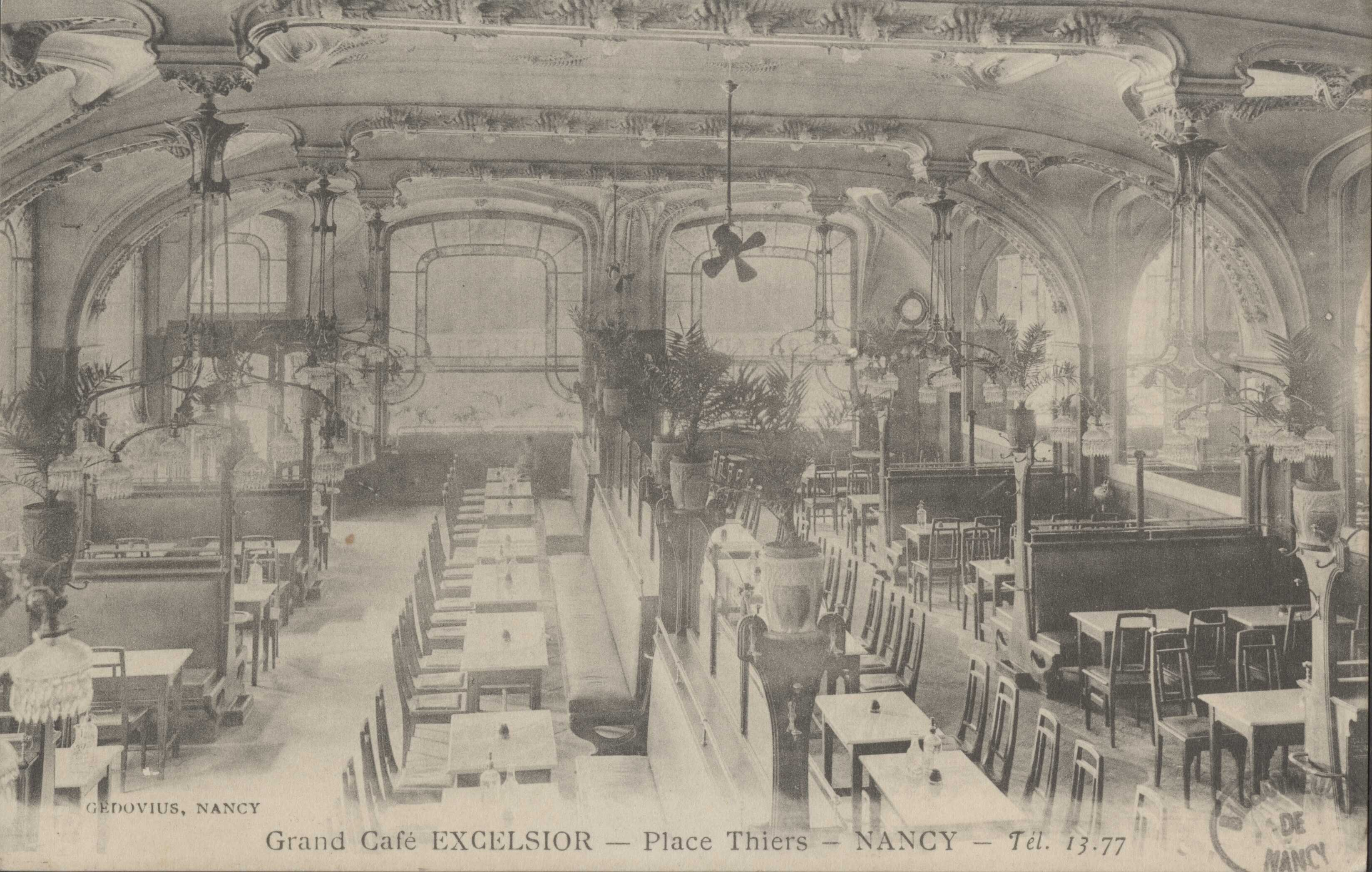
La brasserie en 1911, carte postale